# 艾傑深海鰩
艾傑深海鰩（学名：Bathyraja aguja），為軟骨魚綱鰩目單鰭鰩科的一種，分布於東南太平洋祕魯海域，深度650至980公尺，本魚胸鰭基部的背表面上有兩個對稱排列的大白色斑點，並且沿著圓盤邊緣對稱排列的白色斑點，腹面顏色均勻，沒有斑點或圖案，背盤表面光滑，除了吻部、眼眶之間和尾部有小片間隔較寬的小棘，牙齒呈梅花形排列，體長可達76公分，棲息在深海沙泥底質海域，為底棲性魚類，卵生，雌魚會產下帶有角的長方形卵囊，屬肉食性，生活習性不明。